# 헨리 8세 (희곡)
헨리 8세(Henry VIII)는 윌리엄 셰익스피어와 존 플레처가 쓴 역사극으로 헨리 8세의 삶을 다룬 작품이다.  셰익스피어의 가장 마지막 작품으로 알려져 있다.